# Бокс на Іграх доброї волі
Змагання з боксу на Іграх доброї волі проводилися регулярно кожних чотири роки з 1986 по 1998 рік. Останні змагання відбулися 2001 року. Змагання проходили лише для чоловіків в дванадцяти вагових категоріях.

## Історія

### Бокс на Іграх доброї волі 1986
Змагання відбувалися 11 липня - 19 липня 1986 року у місті Москва в СРСР.

#### Медалісти
| Вагова категорія                   | Золото                | Срібло                 | Бронза                            |
| Перша найлегша вага (-48 кг)       | Ншан Мунчян           | Каримжан Абдрахманов   | Дідовийн Серенян Чанг Йонг Чхве   |
| Найлегша вага (-51 кг)             | Артур Джонсон         | Рінвідас Білюс         | Девід Гріман Михаїл Видинський    |
| Легша вага (-54 кг)                | Олександр Артем'єв    | Хвича Хадрян           | Бернард Прайс Кім Чи Чен          |
| Напівлегка вага (-57 кг)           | Мехак Казарян         | Самсон Хачатрян        | Франк Раушнінг Хосе Луїс Ернандес |
| Легка вага (-60 кг)                | Орзубек Назаров       | Ромалліс Елліс         | Нергуїн Енхбат Юрій Савочкін      |
| Перша напівсередня вага (-63.5 kg) | Ігор Ружніков         | Енгельс Педроса        | Рой Джонс Ерік Хакімов            |
| Напівсередня вага (-67 kg)         | Олександр Островський | Андрій Троценко        | Рікі Роял Богомил Александров     |
| Перша середня вага (-71 kg)        | Ісраел Акопкохян      | Віктор Єгоров          | Майлон Воткінс Майкл Мурер        |
| Середня вага (-75 кг)              | Руслан Тарамов        | Паркер Вайт            | Лоренцо Райт Андрій Акулов        |
| Напівважка вага (-81 кг)           | Нурмагомед Шанавазов  | Андрій Караваев        | Майкл Саймон Гарві Річардс        |
| Важка вага (-91 кг)                | Рамзан Себієв         | Володимир Балай        | Айк Паділла Майкл Бентт           |
| Надважка вага (+91 кг)             | В'ячеслав Яковлєв     | Олександр Мірошниченко | Кілберт Пірс Алі Аль-Балучі       |

### Бокс на Іграх доброї волі 1990
Змагання відбувалися 20 липня - 5 серпня 1990 року у місті Сіетл в США.

#### Медалісти
| Вагова категорія                   | Золото           | Срібло            | Бронза                           |
| Перша найлегша вага (-48 кг)       | Ерік Гриффін     | Анатолій Філіппов | Ншан Мунчян Роберт Ішасегі       |
| Найлегша вага (-51 кг)             | Тім Остін        | Джамбулат Мутаєв  | Есболат Нурманов Рудольф Бредлі  |
| Легша вага (-54 кг)                | Серхіо Реєс      | Серафім Тодоров   | Владислав Антонов Тоні Гонсалес  |
| Напівлегка вага (-57 кг)           | Оскар де ла Хойя | Айвен Робінсон    | Айрат Хаматов Фуат Гатін         |
| Легка вага (-60 кг)                | Артур Григорян   | Хуліо Гонсалес    | Шейн Мозлі Мехак Казарян         |
| Перша напівсередня вага (-63.5 kg) | Костя Цзю        | Олександр Банін   | Террон Міллет Марк Левіс         |
| Напівсередня вага (-67 kg)         | Франциск Ваштаг  | Рауль Маркес      | Роберт Імамов Володимир Єрещенко |
| Перша середня вага (-71 kg)        | Ісраел Акопкохян | Торстен Шмітц     | Олександр Лебзяк Пол Ваден       |
| Середня вага (-75 кг)              | Орестес Солано   | Свен Оттке        | Майкл Демосс Кріс Джонсон        |
| Напівважка вага (-81 кг)           | Андрій Курнявка  | Террі Макгрум     | Джеремі Вільямс Сергій Бражников |
| Важка вага (-91 кг)                | Фелікс Савон     | Євген Судаков     | Віктор Акшонов Берт Тойхерт      |
| Надважка вага (+91 кг)             | Євген Білоусов   | Ларрі Дональд     | Василе Адумітроає Майк Гейдек    |

### Бокс на Іграх доброї волі 1994
Змагання відбувалися 23 липня - 7 серпня 1994 року у місті Санкт-Петербург в Росії.

#### Медалісти
| Вагова категорія                   | Золото               | Срібло               | Бронза                               |
| Перша найлегша вага (-48 кг)       | Мануель Мантілья     | Чхве Юн Ук           | Ерік Морель Альберт Гвардадо         |
| Найлегша вага (-51 кг)             | * Вальдемар Фонт     | Карлос Наварро       | Роман Подопригора Хікматулла Ахмедов |
| Легша вага (-54 кг)                | Владислав Антонов    | Енріке Карріон       | Раїмкуль Малахбеков Тімофей Скрябін  |
| Напівлегка вага (-57 кг)           | Рамаз Паліані        | Хоель Касамайор      | Джованні Джунгато Клод Шинон         |
| Легка вага (-60 кг)                | Паата Гвасалія       | Хайко Гінц           | Бруно Вартель Ларрі Ніколсон         |
| Перша напівсередня вага (-63.5 kg) | Ектор Вінент         | Нурхан Сулейман-огли | Нордін Муши Олег Саїтов              |
| Напівсередня вага (-67 kg)         | Хуан Ернандес Сьєрра | Олександр Шкаліков   | Даніель Сантос Ганс Янссен           |
| Перша середня вага (-71 kg)        | Сергій Караваєв      | Хуан Карлос Лемус    | Орхан Делібаш Дірк Дземськи          |
| Середня вага (-75 кг)              | Аріель Ернандес      | Шейн Шварц           | Олександр Лебзяк Стівен Бітс         |
| Напівважка вага (-81 кг)           | Бенджамін Макдовелл  | Дихосвані Вега       | Юсуф Озтюрк Дмитро Лінков            |
| Важка вага (-91 кг)                | Фелікс Савон         | Сергій Мочалов       | Пер Мюллер Сінан Шаміль Сам          |
| Надважка вага (+91 кг)             | Олексій Лєзін        | Ленс Вітакер         | Ед Махоун Ерік Фурманн               |

* Кубинець Вальдемар Фонт (51 кг) був дискваліфікований після змагань через позитивну допінг-пробу, взяту під час змагань.

### Бокс на Іграх доброї волі 1998
Змагання відбувалися 27 липня - 1 серпня 1998 року у місті Нью-Йорк в США.

#### Медалісти
| Вагова категорія                   | Золото               | Срібло                | Бронза                             |
| Перша найлегша вага (-48 кг)       | Маікро Ромеро        | Алексан Налбандян     | Сергій Казаков Роель Веласко       |
| Найлегша вага (-51 кг)             | Ерсін Жейлелов       | Роберто Бенітес       | Джон Медіна Вік Дарчинян           |
| Легша вага (-54 кг)                | Тимур Туляков        | Вальдемар Фонт        | Хосе Санта Крус Антоніо Родрігес   |
| Напівлегка вага (-57 кг)           | Тіунс Шеперд         | Андрій Козловський    | Олександр Митіщев Майкл Еванс      |
| Легка вага (-60 кг)                | Маріо Кінделан       | Джейкоб Гадсон        | Олександр Малетін Олександр Леонов |
| Перша напівсередня вага (-63.5 kg) | Рікардо Вільямс      | Ебо Елдер             | Паата Гвасалія Дмитро Павлюченков  |
| Напівсередня вага (-67 kg)         | Андрій Мішин         | Ларрі Мозлі           | Мігель Еспіно Роберто Гуерра       |
| Перша середня вага (-71 kg)        | Хуан Ернандес Сьєрра | Гайдарбек Гайдарбеков | Дарнел Вілсон Джермейн Тейлор      |
| Середня вага (-75 кг)              | Аріель Ернандес      | Жан-Поль Менді        | Ділшод Ярбеков Дмитро Стрельчинін  |
| Напівважка вага (-81 кг)           | Ісаель Альварес      | Оланда Андерсон       | Євген Макаренко Денис Лебедєв      |
| Важка вага (-91 кг)                | Фелікс Савон         | Даварріл Вільямсон    | Малкольм Танн Ігор Кшинін          |
| Надважка вага (+91 кг)             | Паоло Відоц          | Алексіс Рубалькаба    | Дмитро Дягілєв Домінік Гуїнн       |

### Бокс на Іграх доброї волі 2001
Змагання відбувалися 6 - 9 вересня 2001 року у місті Брісбен в Австралії.

#### Медалісти
| Вагова категорія                   | Золото                | Срібло             | Бронза               |
| Перша найлегша вага (-48 кг)       | Рональд Сайлер        | Сергій Казаков     | Юріоркіс Гамбоа      |
| Найлегша вага (-51 кг)             | Освальдо Ліранца      | Георгій Балакшин   | Геннадій Озаринський |
| Легша вага (-54 кг)                | Гільєрмо Рігондо      | Сергій Данильченко | Афанасій Поскачин    |
| Напівлегка вага (-57 кг)           | Ренсе Перес           | Маджид Джелілі     | Сергій Пулькевич     |
| Легка вага (-60 кг)                | Маріо Кінделан        | Олексій Степанов   | Володимир Колесник   |
| Перша напівсередня вага (-63.5 kg) | Естеніо Гуттієрес     | Айдин Гасанов      | Юрій Золотов         |
| Напівсередня вага (-67 kg)         | Юдель Джонсон Седено  | Ентоні Томпсон     | Деніел Гіл           |
| Перша середня вага (-71 kg)        | Даміан Остін          | Мар'ян Сіміон      | Андрій Баланов       |
| Середня вага (-75 кг)              | Гайдарбек Гайдарбеков | Пол Міллер         | Уткірбек Хайдаров    |
| Напівважка вага (-81 кг)           | Йохансон Мартінес     | Клаудіо Ришко      | Михайло Гала         |
| Важка вага (-91 кг)                | Одланьєр Соліс Фонте  | Євген Архипов      | Андреас Густавсон    |
| Надважка вага (+91 кг)             | Олександр Повєткін    | Рустам Саїдов      | Педро Карріон        |

## Медальний залік
| Місце | Держава        |    |    |     | Разом |
| ----- | -------------- | -- | -- | --- | ----- |
| 1     | Куба           | 23 | 7  | 3   | 33    |
| 2     | СРСР           | 16 | 13 | 14  | 43    |
| 3     | США            | 9  | 16 | 33  | 58    |
| 4     | Росія          | 8  | 10 | 19  | 37    |
| 5     | Румунія        | 1  | 2  | 1   | 4     |
| 6     | Узбекистан     | 1  | 1  | 3   | 5     |
| 7     | Італія         | 1  | 0  | 1   | 2     |
| 8     | Казахстан      | 1  | 0  | 0   | 1     |
| 9     | Німеччина      | 0  | 1  | 3   | 4     |
| 9     | Україна        | 0  | 1  | 3   | 4     |
| 9     | Франція        | 0  | 1  | 3   | 4     |
| 12    | Болгарія       | 0  | 1  | 2   | 3     |
| 12    | Венесуела      | 0  | 1  | 2   | 3     |
| 12    | НДР            | 0  | 1  | 2   | 3     |
| 12    | Туреччина      | 0  | 1  | 2   | 3     |
| 16    | Австралія      | 0  | 1  | 1   | 2     |
| 16    | ФРН            | 0  | 1  | 1   | 2     |
| 16    | Швеція         | 0  | 1  | 1   | 2     |
| 19    | Південна Корея | 0  | 1  | 0   | 1     |
| 20    | Монголія       | 0  | 0  | 2   | 2     |
| 20    | Нідерланди     | 0  | 0  | 2   | 2     |
| 20    | Північна Корея | 0  | 0  | 2   | 2     |
| 23    | Білорусь       | 0  | 0  | 1   | 1     |
| 23    | Вірменія       | 0  | 0  | 1   | 1     |
| 23    | Канада         | 0  | 0  | 1   | 1     |
| 23    | Кувейт         | 0  | 0  | 1   | 1     |
| 23    | Молдова        | 0  | 0  | 1   | 1     |
| 23    | Пуерто-Рико    | 0  | 0  | 1   | 1     |
| 23    | Угорщина       | 0  | 0  | 1   | 1     |
| 23    | Філіппіни      | 0  | 0  | 1   | 1     |
| Разом | 30 держав      | 60 | 60 | 108 | 228   |